# 白斑小丽夜蛾属
白斑小丽夜蛾属（学名：Jaspidia）是夜蛾科下的一个属。

## 下属物种
本属包括以下物种：
- 淡白斑小夜蛾 Jaspidia stygia Butler